# Beryl Burton

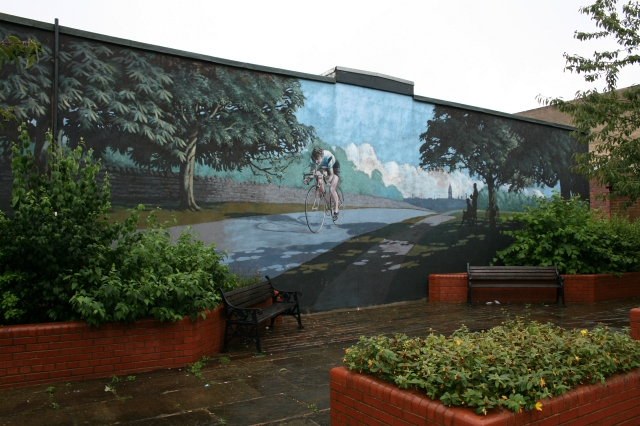
Herdenkingstuin voor Beryl Burton

Beryl Burton (Leeds, 12 mei 1937 – Harrogate, 5 mei 1996) was een Brits wielrenster en een van de grootste sportvrouwen in het Verenigd Koninkrijk. Ze behaalde 7 wereldtitels en meer dan 90 nationale titels.
Haar geboortenaam was Beryl Charnock. In 1955 trouwde ze met Charlie Burton, die haar enthousiast maakte voor het wielrennen. Twee jaar later won ze haar eerste medaille; bij de 100 mijl tijdrit werd ze tweede. Nationaal zou ze 12 maal kampioen op de weg en 9 maal kampioen in de achtervolging worden.
Burton won twee keer de wereldtitel op de weg, in 1960 en 1967, en was tweede in 1961. Op de baan specialiseerde ze zich in de achtervolging. In die discipline werd ze vijf keer wereldkampioen, namelijk in 1959, 1960, 1962, 1963 en 1966, won ze driemaal zilver (1961, 1964 en 1968) en driemaal brons (1967, 1970 en 1973).

## Bijzonder record
In 1967 vestigde Beryl Burton een nieuw record: ze reed 277,25 mijl in 12 uur. Daarmee had ze 0,73 mijl meer gereden dan Mike McNamara die op dat moment het record bij de mannen in handen had. Pas in 1969 slaagde een man er in om het record van Burton te breken.
In 1967 werd ze uitgenodigd om, als enige vrouw, deel te nemen aan de Grand Prix des Nations.
Ze werd in 1968 opgenomen in de Orde van het Britse Rijk.
Haar dochter Denise trad in de voetsporen van haar moeder. In 1972 werden zowel moeder als dochter Burton afgevaardigd naar het wereldkampioenschap wielrennen. In 1975 werd Denise derde bij het wereldkampioenschap achtervolging.
In 1996 overleed Beryl Burton, die bekend was met een bepaalde hartritmestoornis, enkele dagen voor haar 59e verjaardag als gevolg van hartfalen toen ze op de fiets uitnodigingen rondbracht vanwege haar aanstaande verjaardag.

## Overwinningen
1959
- nationaal kampioen op de weg
- wereldkampioen achtervolging

1960
- nationaal kampioen op de weg
- wereldkampioen achtervolging
- wereldkampioen op de weg

1962
- wereldkampioen achtervolging

1963
- nationaal kampioen op de weg
- wereldkampioen achtervolging

1965
- nationaal kampioen op de weg

1966
- nationaal kampioen op de weg
- wereldkampioen achtervolging

1967
- nationaal kampioen op de weg
- wereldkampioen op de weg

1968
- nationaal kampioen op de weg

1970
- nationaal kampioen op de weg

1971
- nationaal kampioen op de weg

1972
- nationaal kampioen op de weg

1973
- nationaal kampioen op de weg

1974
- nationaal kampioen op de weg